# Споделено работно пространство
Споделено работно пространство или коуъркинг пространство е пространство с работни места, най-често офисни, които се използват краткосрочно от хора, които може да не са част от една и съща организация. Обикновено споделените работни пространства се използват от хора, които работят от вкъщи, самостоятелни професионалисти или хора, чиято работа е свързана с чести и продължителни пътувания.